# Stiftung für appenzellische Volkskunde
Die Stiftung für appenzellische Volkskunde ist eine Stiftung nach Schweizer Recht mit Sitz in Herisau im Kanton Appenzell Ausserrhoden. Sie bezweckt die Sammlung, den Erhalt und die Erforschung appenzellischer Kulturgüter.

## Gründung und Zweck
Die Stiftung für appenzellische Volkskunde wurde am 3. Dezember 1977 von Herisauer Persönlichkeiten aus Wirtschaft und Politik gegründet. Die Stiftungsurkunde haben unterschrieben: Heinrich Tanner (Rechtsanwalt und Unternehmer, 1926–2023), Hans Alder (Regierungsrat Appenzell Ausserrhoden, 1922–1982), Hans Ulrich Baumberger (Unternehmer, National- und Ständerat, 1932–2022) und Bertold Suhner (Ingenieur, Unternehmer, 1910–1988). Bei der Errichtung betrug das Stiftungskapital Fr. 450'000.
Die Stiftungsurkunde hält folgenden Zweck fest: «Die Stiftung bezweckt, das in ihrem Eigentum stehende oder ihr anvertraute Sammelgut auf dem Gebiet der appenzellischen Volkskunde und Volkskunst zu betreuen und durch weitere Anschaffungen oder Tausch zu ergänzen und abzurunden. Sie ist bestrebt, die Sammlung selber oder in Verbindung mit Dritten der Öffentlichkeit zugänglich zu machen. Sie kann sie zuverlässigen Trägern von Museen und Ausstellungen leihweise mit oder ohne Übernahme der damit verbundenen Kosten zu Ausstellungszwecken zur Verfügung stellen. Die Stiftung kann im Übrigen alles unternehmen, was der Sicherstellung, Bewahrung, Erforschung, Darstellung und Förderung des volkskundlichen Kulturguts des Appenzellerlandes dient.»

## Geschichte
Der Zürcher Galerist Bruno Bischofberger sammelte unter anderem Volkskunst aus dem Appenzellerland und dem Toggenburg, darunter Möbelmalerei, Senntumsmalerei, sennisches Handwerk und Kunsthandwerk. Diese Sammlung stand 1977 zum Verkauf. Herisauer Persönlichkeiten aus Politik und Wirtschaft suchten eine Lösung, um die Kulturgüter in den Kanton zurückzuführen. Sie gründeten die Stiftung für appenzellische Volkskunde, die substanzielle Teile der Sammlung Bischofberger aufkaufte.
Diesen Grundstock erweiterte die Stiftung in der Folge durch gezielte Ankäufe, Schenkungen und Deposita wichtiger Konvolute aus privaten Sammlungen. Bedeutsam war der Erwerb von 69 Werken aus der Sammlung Christoph und Alice Bernoulli im Jahr 1983. Die Sammlung des Basler Kunsthändlers und Antiquars umfasste Klassiker der Appenzeller Bauernmalerei: Alpfahrtstreifen, Eimerbödeli und Tafelbilder von Bartholomäus Lämmler, Johannes Müller, Franz Anton Haim, Johannes Zülle, Johann Baptist Zeller, Johann-Jakob Heuscher und anderen. Bei der Erweiterung der Sammlung wurden insbesondere die Bereiche Möbelmalerei und Senntumsmalerei berücksichtigt, so befinden sich unter den Ankäufen etwa eine Wangentruhe mit Schablonenmalerei (2022) oder ein Konvolut von Bildern von Johannes Zülle und Josef Oertle (2016).

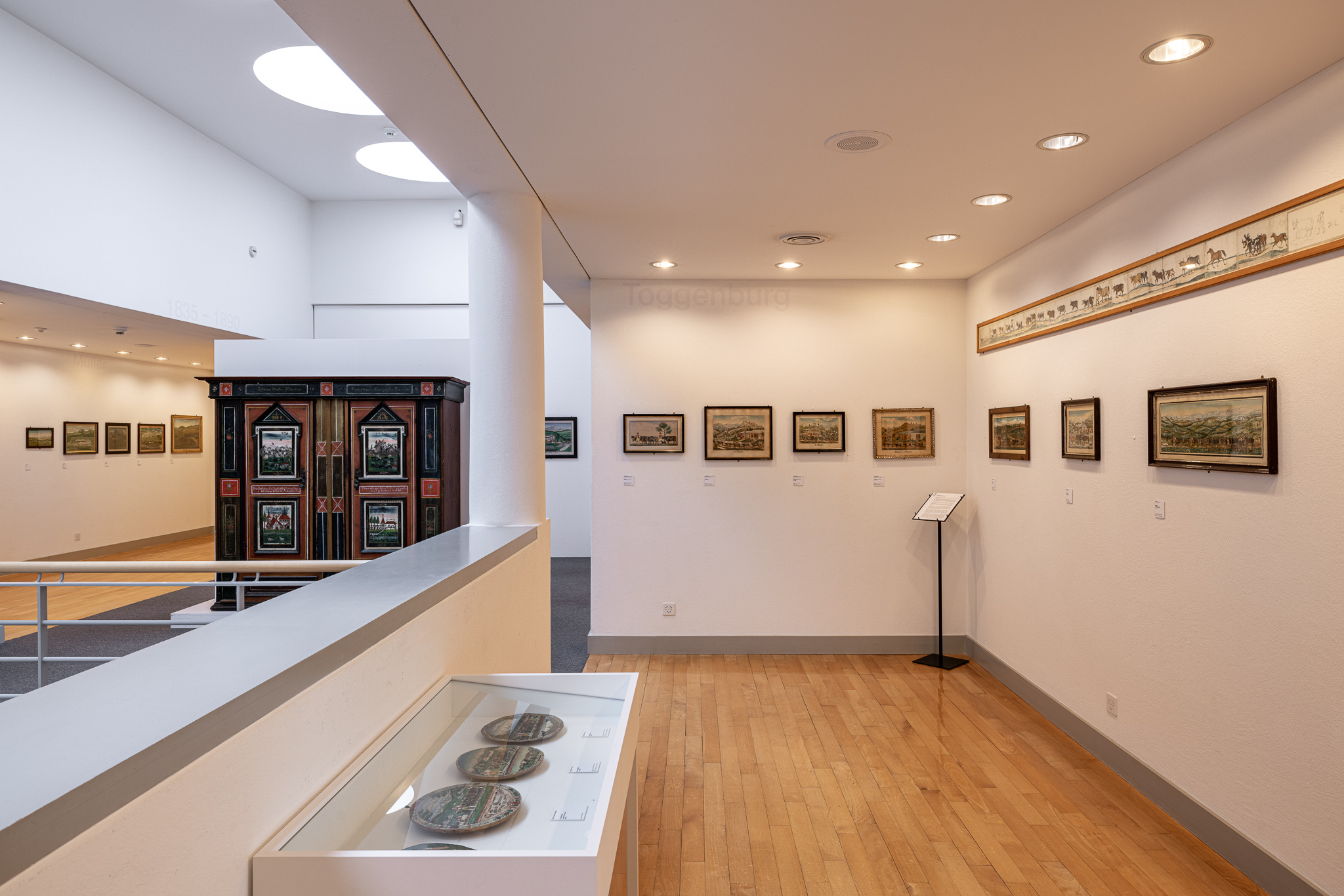
Obergeschoss des Appenzeller Volkskunde-Museums in Stein mit Bauernmalerei und Möbeln aus dem Besitz der Stiftung

Ausser der Sicherung des volkskundlichen Kulturguts des Appenzellerlands gehört zum Zweck der Stiftung auch, dieses der Öffentlichkeit zugänglich zu machen. Dazu arbeitete die Stiftung zunächst mit dem Appenzeller Brauchtumsmuseum Urnäsch zusammen und organisierte einzelne kleinere Ausstellungen in Herisau, Heiden, Teufen oder Waldstatt. Viele Objekte lagerten jedoch mehrheitlich im Depot. So unterstützte die Stiftung ab 1984 die Pläne einer Genossenschaft, in Stein AR ein neues Museum als Zentrum für bäuerliches Leben und Volkskunst aufzubauen. Das Appenzeller Volkskunde-Museum Stein wurde 1987 eröffnet, dessen Abteilung zur Möbel- und Bauernmalerei ist der Hauptausstellungsort von Objekten aus der Sammlung der Stiftung. Weitere Objekte der Stiftung sind als Dauerleihgaben im Brauchtumsmuseum in Urnäsch sowie im Museum Herisau, Museum Appenzell und Museum Heiden ausgestellt.
Als Bindeglied zwischen den vier Museen wuchs die Stiftung auch in die Rolle der Koordinatorin hinein. Sie stiess einen verstärkten Austausch mit allen Museen in Appenzell Ausserrhoden und Innerrhoden an und lancierte einen gemeinsamen Prospekt zu Museen im Appenzellerland. 2003 organisierte die Stiftung für appenzellische Volkskunde zudem den ersten Appenzeller Museumstag. Inzwischen ist die Museumskoordination im Amt für Kultur des Kantons Appenzell Ausserrhoden angesiedelt.
Gründungspräsident der Stiftung für appenzellische Volkskunde war Heinrich Tanner, er blieb bis 1990 im Amt. Die folgenden Präsidenten waren: Hans-Rudolf Merz (1990–1993), Heinz Stamm (1993–1999), Stefan Sonderegger (1999–2009), Rolf Degen (2009–2015), Stefan Sonderegger (seit 2015).

## Sammlung
Die Schwerpunkte der Sammlung sind:
- Möbelmalerei (18. Jahrhundert bis etwa 1850)
- Senntumsmalerei mit Schwerpunkt auf den Klassikern (19. Jahrhundert bis 1930)
- Sennische materielle Kultur: Weissküferei, Sennensattlerei, Alpkäserei, Sennentracht und -schmuck
- Senntumsschnitzerei
- Übriges: Stickerei, Brauchtum, Stiche, Bücher, Archivalien

## Aktivitäten
Die Stiftung besitzt, betreut und ergänzt eine Sammlung appenzellischer Volkskunst. Ihre Objekte sind als Leihgaben im Volkskunde-Museum Stein, im Brauchtumsmuseum Urnäsch und in den Museen Herisau, Appenzell und Heiden ausgestellt. Die Stiftung arbeitet fallweise an Ausstellungsprojekten und dazugehörenden Publikationen der drei Museen mit. Die Objekte stehen ausserdem als Leihgaben für Sonderausstellungen anderer Institutionen zur Verfügung.
Die Stiftung inventarisiert die eigene Sammlung und private Sammlungen, die sie als Dauerleihgaben betreut. Sie verfolgt Forschungsprojekte zur Appenzeller Volkskunde, etwa zur Plattstich-Weberei oder zur Bauernhausforschung. Ein grösseres Forschungsprojekt galt der Appenzeller Möbelmalerei: In den Jahren 2008 bis 2014 wurden rund 350 Objekte aus der ganzen Schweiz inventarisiert und die 160-jährige Geschichte der Appenzeller Möbelmalerei aus verschiedenen Perspektiven wissenschaftlich aufgearbeitet; die abschliessende Publikation erschien unter dem Titel Ländliche Bilderfreude. Hauptautor ist der ehemalige Kustos Marcel Zünd.

## Organe
Der Stiftungsrat ist das oberste Organ der Stiftung und besteht aus mindestens drei Mitgliedern. Er konstituiert und ergänzt sich selbst. Die aktuellen Stiftungsräte sind im Handelsregister Appenzell Ausserrhoden verzeichnet.
Der Stiftungsrat verwaltet die Stiftung. Er ist für die Geschäftsführung verantwortlich, verwaltet das Stiftungsvermögen und entscheidet über die Verwendung der Stiftungsmittel. Die Mitglieder des Stiftungsrats arbeiten grundsätzlich ehrenamtlich. Eine Revisionsstelle überprüft die Jahresrechnung und Vermögenslage. Im Falle eines gesetzlichen Auflösungsgrundes fällt das Stiftungsvermögen unter möglichster Wahrung des Stiftungszwecks an den Kanton Appenzell Ausserrhoden.